# Наумовская (Онежский район)
Наумовская — деревня в Онежском районе Архангельской области России. Входит в состав Порожского сельского поселения.

## География
Деревня располагается на левом берегу реки Онега. Выше по течению Онеги, за притоком Лебяжий, находится деревня Медведевская, ниже — Легашевская запань (левобережный посёлок города Онега).

## Население
| 2002 | 2009 | 2010 | 2012 |
| ---- | ---- | ---- | ---- |
| 10   | ↗12  | ↘10  | ↗12  |

В 2009 году числилось 12 человек, в том числе 6 пенсионеров.

### Карты
- Топографическая карта P37_3. Онега
- Топографическая карта Р-37-03_04. Онега.
- Наумовская на Wikimapia
- Наумовская. Публичная кадастровая карта